# Йорді Рейна
Йорді Рейна (ісп. Yordy Reyna, нар. 17 вересня 1993, Чиклайо) — перуанський футболіст, нападник російського клубу «Родіна», в якому грає в оренді з московського «Торпедо». Виступав також за низку перуанських та закордонних клубів, а також за національну збірну Перу. Дворазовий чемпіон Австрії та дворазовий володар Кубка Австрії.

## Клубна кар'єра
У професійному футболі Йорді Рейна дебютував 2011 року виступами за команду «Альянса Ліма», в якій грав до 2013 року, взявши участь у 49 матчах чемпіонату. У 2013 році футболіст перейшов до австрійської команди «Ред Булл», проте відразу до основного складу команди не пробився, і до 2015 року грав у орендіі в австрійських клубах «Ліферінг» і «Гредіг», та німецькому клубі «РБ Лейпциг». У 2015 році нападник повернувся з оренди, і цього разу став у складі команди гравцем основного складу та одним із кращих бомбардирів, відзначившись 14 голами в 37 матчах чемпіонату.
У 2017 році перуанський нападник перейшов до канадського клубу Major League Soccer «Ванкувер Вайткепс», у якому грав до 2020 року. У 2020—2021 роках Рейна грав у складі американської команди Major League Soccer «Ді Сі Юнайтед», а в 2022 році грав у складі іншої американської команди ліги «Шарлотт».
У 2023 році Йорді Рейна став гравцем російської команди «Торпедо» (Москва). У 2024 році керівництво клубу відправило перуанця в оренду до іншого російського клубу «Родіна».

## Виступи за збірні
У 2013 році Йорді Рейна грав у складі молодіжної збірної Перу. На молодіжному рівні зіграв у 9 офіційних матчах, забив 5 голів.
У цьому ж році футболіст дебютував у складі національної збірної Перу. У складі національної збірної був учасником розіграшу Кубка Америки 2015 року у Чилі, на якому команда здобула бронзові нагороди. У складі національної збірної Рейна грав до 2022 року, зіграв у її складі 30 матчів, у яких відзначився 2 забитими голами.

## Титули і досягнення
- Чемпіон Австрії (2):

«Ред Булл»: 2013–2014, 2015–2016
- Володар Кубка Австрії (2):

«Ред Булл»: 2013–2014, 2015–2016